# Куново (Пільський повіт)
Куново (пол. Kunowo, нім. Kunau) — село в Польщі, у гміні Лобжениця Пільського повіту Великопольського воєводства.
Населення — 188 осіб (2011).
У 1975-1998 роках село належало до Пільського воєводства.

## Демографія
Демографічна структура станом на 31 березня 2011 року:
|          | Загалом | Допрацездатний вік | Працездатний вік | Постпрацездатний вік |
| -------- | ------- | ------------------ | ---------------- | -------------------- |
| Чоловіки | 105     | 26                 | 72               | 7                    |
| Жінки    | 83      | 13                 | 56               | 14                   |
| Разом    | 188     | 39                 | 128              | 21                   |